# Os morrut
L'os morrut (Melursus ursinus) és una espècie de mamífer carnívor de la família dels ossos (Ursidae). És un animal d'hàbits majoritàriament nocturns que visqué històricament a les praderies i els boscos de planúria de l'Índia, el Nepal, Bangladesh, Sri Lanka i, possiblement, Bhutan. És l'única espècie del gènere Melursus.